# 30e législature du Québec
La 30e législature du Québec s'est formée à la suite des élections générales québécoises de 1973. Durant cette législature s'étalant sur 4 sessions, le Parti libéral du Québec forme un gouvernement majoritaire à l'Assemblée nationale.

## Lois marquantes

### 2esession
La 2e session parlementaire a duré du 14 mars 1974 au 28 décembre 1974.
- Loi sur la langue officielle (dite Loi 22)

### 3esession
La 3e session parlementaire a duré du 18 mars 1975 au 19 décembre 1975.
- Charte des droits et libertés de la personne

## Évolution du nombre de députés par parti
| Parti politique | Parti politique          | 1973   | 1974    | 1974    | 1975    | 1975    | 1975    | 1975  | 1975   | 1976  | 1976   |
| Parti politique | Parti politique          | 29 oct | 25 juil | 28 août | 19 mars | 29 juil | 26 sept | 5 nov | 14 déc | 4 oct | 15 oct |
| --------------- | ------------------------ | ------ | ------- | ------- | ------- | ------- | ------- | ----- | ------ | ----- | ------ |
|                 | Libéral                  | 102    | 101     | 101     | 100     | 99      | 98      | 98    | 98     | 97    | 96     |
|                 | Parti québécois          | 6      | 6       | 6       | 6       | 6       | 6       | 6     | 6      | 6     | 6      |
|                 | Créditiste               | 2      | 2       | 2       | 2       | 2       | 2       | 1     | 1      | 1     | 1      |
|                 | Union nationale          | 0      | 0       | 1       | 1       | 1       | 1       | 1     | 1      | 1     | 1      |
|                 | Parti national populaire | 0      | 0       | 0       | 0       | 0       | 0       | 0     | 2      | 2     | 2      |
|                 | Indépendant              | 0      | 0       | 0       | 1       | 2       | 3       | 4     | 2      | 2     | 2      |
| Sièges occupés  | Sièges occupés           | 110    | 109     | 110     | 110     | 110     | 110     | 110   | 110    | 109   | 108    |
| Sièges vacants  | Sièges vacants           | 0      | 1       | 0       | 0       | 0       | 0       | 0     | 0      | 1     | 2      |